# KALMA
KALMA（カルマ）は、北海道出身・在住の3人組ロックバンドである。
音楽投稿サイトEggsに投稿した楽曲をきっかけに全国的に知名度を拡大。同サイトの人気ランキングではトップ10に入り続けるなど10代ながら注目度を集めており、2018年には高校生として初のJOIN ALIVEへ出演した。
2019年には2枚目となる全国流通盤をリリース、2020年3月に、スピードスターレコーズよりメジャーデビュー。2021年10月に初のフルアルバム『ミレニアム・ヒーロー』をリリースした。

## メンバー
- 畑山悠月（2000年11月19日 - ）
  - ボーカル・ギター担当。北海道石狩翔陽高等学校出身。A型、身長170cm。
- 斉藤陸斗（2000年9月29日 - ）
  - ベース・コーラス担当。北海道石狩翔陽高等学校出身。B型、身長175cm。
- 金田竜也（2000年7月19日 - ）
  - ドラム・コーラス担当。北海道大麻高等学校出身。B型、身長179cm。
  - 2017年9月12日加入[1]

## 来歴
2016年
4月に4人組でバンド結成。当時高校1年生。当時はKANA-BOONやASIAN KUNG-FU GENERATIONなどのコピーバンドとして活動。5月27日に初ライブ。
2017年
7月、リードギターが脱退。
9月、金田が加入し、現在の編成となる。
2018年
5月、3曲入りCD「少年から」をライブ会場とタワーレコード札幌ピヴォ店限定で発売。同店の週間インディーズチャートで1位を獲得。
7月、高校生として史上初めて北海道の大型音楽フェス「JOIN ALIVE」に出演。
11月、初の全国流通盤『イノセント・デイズ』発売。
2019年
3月、北海道限定版EP「クラスメート」発売。
5月、「FM802 30PARTY Rockin’ Radio オープニングアクトオーディション」にて1位を獲得。11日開催の「30PARTY SPECIAL LIVE Rockin'Radio!」のオープニングアクトとして出演。
　 10月16日 全国流通盤となる2nd EP『DAYS E.P.』をリリース。同作品はタワレコメンに選出。
　 リード楽曲「デイズ」はSPACE SHOWER TV「it!」、M-ON!「M-ON!Recomend」に選ばれた。
　 同月より全国ツアーを開催。各会場ソールドアウトが続出し、東京公演では公演直前までSNS上でチケットを買い求める声が続出した。
12月14日、開催中のリリースツアーのファイナル、札幌公演にてバンド名を「-KARMA-」から「KALMA」に改名することを発表。同時に、2020年3月4日にミニアルバムの発売とメジャーデビューを発表した。
2020年
3月4日 メジャーデビューアルバム「TEEN TEEN TEEN」を発売。本作を引っ提げて自身初となる全国ワンマンツアー「-KARMA-じゃないよ KALMAだよ！ オトナじゃないよ TEENだよ！札幌にはまだ雪あるよ！ やる気マンマン！春爛漫！ワンマンツアー2020」を開催予定であったが、新型コロナウイルスの感染拡大の影響により、延期になったのちに中止となった。
4月 ツーマンツアー「チャレンジャー 2020 春 〜お花見〜」を開催予定であったが、上記と同様の理由により延期。
7月 初の福岡でのワンマン公演を含む2度目のワンマンツアー「へいらっしゃい！何にしましょ？ えっとー初日バリ硬ファイナル柔め熱量濃いめMC少なめキャパ増し増し お腹パンパン！太陽さんさん！ワンマンツアー2020夏」を開催予定であったが中止となった。
7月26日 配信ワンマンライブ「「へいらっしゃい！あらお客さんご無沙汰だね！元気にしてた？いや〜大変な世の中になりましたね〜久しぶりに大将の顔見れて嬉しいです！お客さんまた来てくれてありがとね〜！今日はたっぷりサービスするよ！それで今日は何にしましょ？じゃあ、いつもの元気が出る系で！へいよっ！」〜配信ワンマンライブ2020夏 in 札幌からお届け〜」を開催。
11月25日 3rd EP『La La La E.P.』を発売。同年にメンバー全員が20歳を迎えることを記念しジョッキグラス付き限定盤も販売された。
12月 ワンマンツアー『拝啓〜ママパパ兄弟じーちゃんばーちゃん友達先輩後輩先生車掌さん、そして普段から応援してくれてる皆さん、僕たち20歳になったでやんす！お酒で乾杯！パラダイス！クリスマス！ソーシャルディスタンスでラララララテラララランマンツアー2020冬〜敬具』を開催。タイトルの通り、ソーシャルディスタンスを保っての開催となった。全会場ソールドアウト。
2021年
2月3日に配信シングル「さくら」をリリース。3月4日にはメジャーデビュー1周年のイベントをZepp Sapporoで開催。その後、３月31日に「親友」、４月14日に「恋人」、6月9日「夏の奇跡」と配信シングルを立て続けにリリース。リリースと同時に全国各地を回るライブハウスツアーや対バンツアーを開催したり、８月にはフジテレビ「Love music」に出演するなど活動を広げていった。10月20日には初のフルアルバム『ミレニアム・ヒーロー』をリリース。収録曲の「希望の唄」は10月度のFM802邦楽ヘビーローテーションや、スペースシャワーTVの10月度POWER PUSH!に選ばれた。アルバムリリース後に開催されたワンマンツアーの地元札幌公演では、初となるホール公演を12月26日に道新ホールで開催した。また、焼肉牛角のCMソングとして「ジェットコースター」を書き下ろした。
2024年
4月26日にオフィシャルファンクラブ ”KALMANIA” がスタート

## ディスコグラフィー

### 自主制作CD
- 少年から（2018年5月）
タワーレコード札幌ピヴォ店のみ販売。同店の週間インディーズチャートで1位を獲得[5]

### 配信限定シングル
| 発売日        | タイトル           | レーベル                   | 備考                            | 収録アルバム         |
| ------------- | ------------------ | -------------------------- | ------------------------------- | -------------------- |
| 2019年2月13日 | クラスメート       | KARMA RECORDS              |                                 | DAYS E.P             |
| 2019年9月18日 | デイズ             | Eggs                       |                                 | DAYS E.P             |
| 2020年2月5日  | これでいいんだ     | ビクターエンタテインメント | メジャーデビュー作              | TEEN TEEN TEEN       |
| 2021年2月3日  | さくら             | ビクターエンタテインメント |                                 | ミレニアム・ヒーロー |
| 2021年3月31日 | 親友               | ビクターエンタテインメント |                                 | ミレニアム・ヒーロー |
| 2021年4月14日 | 恋人               | ビクターエンタテインメント |                                 | ミレニアム・ヒーロー |
| 2021年6月9日  | 夏の奇跡           | ビクターエンタテインメント |                                 | ミレニアム・ヒーロー |
| 2021年9月22日 | 希望の唄           | ビクターエンタテインメント |                                 | ミレニアム・ヒーロー |
| 2022年2月9日  | ジェットコースター | ビクターエンタテインメント |                                 | 未収録               |
| 2022年8月10日 | ペーパーバック     | ビクターエンタテインメント |                                 | NO BORDER            |
| 2022年9月14日 | 隣                 | ビクターエンタテインメント |                                 | NO BORDER            |
| 2023年2月15日 | TRAIN-TRAIN        | ビクターエンタテインメント | THE BLUE HEARTSの楽曲のカバー。 | 未収録               |
| 2023年4月26日 | アローン           | ビクターエンタテインメント |                                 | ムソウ               |
| 2023年8月23日 | ABCDガール         | ビクターエンタテインメント |                                 | ムソウ               |
| 2023年9月6日  | 夢見るコトダマ     | ビクターエンタテインメント |                                 | ムソウ               |
| 2023年10月4日 | デート！           | ビクターエンタテインメント |                                 | ムソウ               |
| 2024年2月7日  | Oh Baby            | ビクターエンタテインメント |                                 | 未収録               |
| 2024年4月10日 | 春のシモキタ       | ビクターエンタテインメント |                                 | 未収録               |
| 2024年5月22日 | 恋人はバンドマン   | ビクターエンタテインメント |                                 | 未収録               |

### アルバム
|         | 発売日         | タイトル             | 規格品番                              | 収録曲 | 備考                          |
| ------- | -------------- | -------------------- | ------------------------------------- | --- | ----------------------------- |
| 1st mAL | 2018年11月07日 | イノセント・デイズ   | EGGS-036                              | 1. 僕たちの唄 2. ハレルヤ 3. 年上の、お前 4. イノセント・デイズ 5. SORA 6. くだらん夢 7. 少年から | オリコン最高252位             |
| 1st EP  | 2019年3月20日  | クラスメート         | NCS-10226                             | 1. クラスメート 2. 17歳になって 3. 知らない世界 | 北海道限定 & 数量限定シングル |
| 2nd EP  | 2019年10月16日 | DAYS E.P.            | EGGS-042                              | 1. デイズ 2. バンド 3. ぼくの部屋、朝のまち 4. クラスメート 5. blue!! | オリコン最高76位              |
| 2nd mAl | 2020年3月4日   | TEEN TEEN TEEN       | VICL-65327                            | 1. これでいいんだ 2. 素晴らしい毎日 3. 1分間の君が好き 4. コーラ 5. 雪のまち 6. わがまま 7. TEEN | オリコン最高30位              |
| 3rd EP  | 2020年11月25日 | La La La E.P.        | NZS-824(CD+ジョッキグラス) VICL-37572 | 1. ねぇミスター 2. パリラリラ 3. さらり風 4. 逃げるなよ、少年！ (2020.07.26 Live at Sapporo) 5. バンド (2020.07.26 Live at Sapporo) | オリコン最高53位              |
| 1st fAl | 2021年10月20日 | ミレニアム・ヒーロー | VIZL-1957(CD＋DVD) VICL-65582         | 1. Millennium Hero 2. 夏の奇跡 3. モーソー 4. 希望の唄 5. 恋人 6. 親友 7. パリラリラ 8. さよならのメロディ 9. スローでイコー 10. ふたりの海 11. さくら 12. めぐり 13. 2767 14. 逃げるなよ、少年！ - ＜初回限定盤付属DVD『たっぷりぷりぷりDISC』＞ - LIVE at SHIBUYA CLUB QUATTRO, 2020.12.15 - TEEN / デイズ / ねぇミスター / イノセント・デイズ / 僕たちの唄 / ハレルヤ / さらり風 / パリラリラ / SORA / 少年から / 逃げるなよ、少年! / これでいいんだ / くだらん夢 / わがまま / blue!! - ミレニアム・ヒーローが誕生するまで 〜Recording & Shooting〜 - Recording - 夏の奇跡 / さくら / 希望の唄 / 恋人 / 親友 / ふたりの海 / さよならのメロディ / Millennium Hero / スローでイコー / めぐり / 『ミレニアム・ヒーロー誕生』 - MV Shooting ‒ さくら / 夏の奇跡 | オリコン最高34位              |
| 3rd mAl | 2022年11月9日  | NO BORDER            | VICL-65740                            | 1. DEBAYASHI ROCK 2. 隣 3. ボーダー 4. 24/7 5. 優しい嘘 6. ペーパーバック 7. マイシティ 8. ポシビリティー | オリコン最高32位              |
| 4th mAl | 2023年10月18日 | ムソウ               | VICL-65881 NZS-9（CD+GOODS）          | 1. ABCDガール 2. モーニングラブ 3. デート！ 4. アイス 5. 夢見るコトダマ 6. アローン 7. 意味のないラブソング 8. ムソウ | TBA                           |

## タイアップ一覧
| 使用年 | 曲名               | タイアップ                                                                         |
| ------ | ------------------ | ---------------------------------------------------------------------------------- |
| KALMA  |                    |                                                                                    |
| 2020年 | これでいいんだ     | TBS系『COUNT DOWN TV』3月度エンディングテーマ                                      |
| 2021年 | これでいいんだ     | ユニバーサル・スタジオ・ジャパン「ユニ春」CMソング                                 |
| 2021年 | パリラリラ         | ABEMA Newsチャンネル『ABEMA Prime』1月度エンディングテーマ                         |
| 2021年 | 夏の奇跡           | ラグーナテンボス「プール&ナイトプール」/「アクア ウィンド バックドロップ」CMソング |
| 2021年 | 夏の奇跡           | SBSラジオ『第103回全国高等学校野球選手権静岡大会』実況生放送テーマソング           |
| 2021年 | 希望の唄           | テレビ大阪ほかアニメ『MUTEKING THE Dancing HERO』エンディングテーマ                |
| 2021年 | ジェットコースター | 焼肉牛角 CMソング                                                                  |
| 2022年 | 隣                 | テレビ東京系『ゴッドタン』9月度エンディングテーマ                                  |
| 2023年 | TRAIN-TRAIN        | 株式会社AOKI ORIHICA「2023フレッシャーズ応援フェア」タイアップソング               |
| 2023年 | 夢見るコトダマ     | テレビ東京系 木ドラ24『姪のメイ』エンディングテーマ                                |
| 2024年 | ROOM               | BS-TBS 火曜ドラマ9『ROOM〜史上最悪の一期一会』主題歌                               |
| 2024年 | 夏の奇跡           | 鳥人間コンテスト × Iwatani 特別CMテーマソング                                      |

## ヘビーローテーション/パワープレイ

### テレビ
| 使用年  | 曲名           | ヘビーローテーション/パワープレイ              |
| ------- | -------------- | ---------------------------------------------- |
| -KARMA- |                |                                                |
| 2019年  | デイズ         | スペースシャワーTV ミドルローテーション「it!」 |
| KALMA   |                |                                                |
| 2020年  | これでいいんだ | スペースシャワーTV ミドルローテーション「it!」 |
| 2020年  | パリラリラ     | スペースシャワーTV ミドルローテーション「it!」 |
| 2021年  | 希望の唄       | スペースシャワーTV 2021年10月度POWER PUSH!     |

## 動画

### ミュージックビデオ
| 公開日     | 監督                | 曲名               | 備考                                |
| ---------- | ------------------- | ------------------ | ----------------------------------- |
| 2018/11/07 | pennacky            | 僕たちの唄         | Creative Director : Kodai Kobayashi |
| 2019/09/17 | リュウ              | デイズ             |                                     |
| 2019/10/25 | pennacky            | クラスメート       |                                     |
| 2020/02/05 | リュウ              | これでいいんだ     |                                     |
| 2020/10/28 | リュウ              | ねぇミスター       |                                     |
| 2020/11/25 | TAKUYA KATSUMI      | パリラリラ         |                                     |
| 2021/3/4   | 川崎 龍弥           | さくら             |                                     |
| 2021/3/31  | 山元 環             | 親友               |                                     |
| 2021/4/14  | 松本 花奈           | 恋人               |                                     |
| 2021/6/9   | 川崎 龍弥           | 夏の奇跡           |                                     |
| 2021/9/22  | 加藤マニ            | 希望の唄           |                                     |
| 2021/10/20 | SPEEDSTAR RECORDS   | スローでイコー     |                                     |
| 2022/02/09 | Kuramoto Upper Desk | ジェットコースター |                                     |

### その他
| 公開日     | タイトル               |
| ---------- | ---------------------- |
| 2020/03/29 | TEEN [Lyric Video]     |
| 2020/10/24 | わがまま [Lyric Video] |

## メディア出演

### ラジオ
- FM ROCK KIDS（2019年1月 - 6月、AIR-G'） - 土曜日レギュラー

### テレビ番組
- 高見沢俊彦の美味しい音楽 美しいメシ（2024年10月18日、BS朝日）[22]

## 主なライブ

### 出演イベント
- 2018年03月24日 - 夢チカLIVE VOL.128
- 2018年07月07日 - 見放題2018
- 2018年07月15日 - JOIN ALIVE 2018
- 2018年07月17日 - Mr.Nuts presents『Nuts FES 2018』
- 2018年09月16日 - TOKYO CALLING 2018
- 2018年10月06日・07日 - THE BOYS&GIRLS "SONG FALLS TOUR"
- 2018年10月13日 - No Maps Sapporo Neutral 2018
- 2018年11月10日 - ビクターロック祭り番外編 Dog Run Circuit'18
- 2018年12月01日 - 下北沢にて'18
- 2019年02月02日 - でらロックフェスティバル 2019
- 2019年03月02日 - 見放題東京2019
- 2019年03月21日 - チャレンジャーin東京
- 2019年05月06日 - GOLD RUSH 2019
- 2019年06月20日 - THE BOYS&GIRLS TOUR2019 "明転"
- 2019年06月26日 - DENIMS「"makuake" release tour」
- 2019年07月06日 - 見放題2019
- 2019年07月13日 - rockin'on presents JAPAN'S NEXT 渋谷JACK 2019 SUMMER
- 2019年07月27日 - This is LAST『愛憎』Release Tour
- 2019年08月08日 - TETORA 教室の一角よりリリースツアー わんぱくツアー
- 2019年08月24日 - 活性の火'19【誇れるまちの灯火となれ】
- 2019年08月30日 - Young Bloods vol.13
- 2019年09月01日 - RADIO BERRY 25th ANNIVERSARY ベリテンライブ2019
- 2019年09月15日 - TOKYO CALLING 2019
- 2019年09月21日・22日 - Hump Back「僕らの夢や足は止まらないツアー」
- 2019年10月05日 - FILTER presents Our Breathing Release 7都市TOUR 2019
- 2019年10月25日 - KOTORI "REVIVAL TOUR"
- 2019年11月03日・16日・17日 - ヤングオオハラ "OOHARA EXPRESS 2019秋"
- 2019年11月10日 - ハルカミライ presents 「ヨーロー劇場2019」
- 2019年12月07日 - 下北沢にて'19
- 2019年12月08日 - JAPAN'S NEXT 渋谷JACK 2019 WINTER

2020年
- 1月16日・17日 - This is LAST「aizou」Release tour 2019-2020 "a,a"
- 2月01日 - BAYCAMP 20202
- 2月02日 - 〜あてのない旅ツアー〜
- 2月23日 - the shes gone「ONE MORE TOUR 2020」
- 9月09日・11日・10月7日・11月30日 - チャレンジャー 2020 春 〜お花見〜
- 9月21日 - NIPPON CALLING 2020
- 10月05日 - GLICO LIVE NEXT
- 10月15日 - kobore『HEBEREKE TOUR 2020』
- 12月14日 - ammo "会うは別れの始め" release tour 『息抜く為の最低限ツアー』
- 12月20日 - スペースシャワー列伝 第144巻 〜祭燦再始(さいさんさいし)の宴〜

2021年
- 2月26日・27日 - Maki presents 1st Full Album RINNE Release Tour「大四喜」
- 3月04日 - チャレンジャー 2021 〜春来そうな冬の札幌でカボサカボサな夜〜
- 3月31日 - Saucy Dog 対バンイベント「リベンジエピソード」at なんばHatch
- 4月27日 - BOOM BOOM BOOM LIVE vol.2
- 5月09日 - カネヨリマサル presents<わたし達はいつでも>
- 7月11日 - JAPAN'S NEXT 渋谷JACK 2021 SUMMER